# Incendi de Baldomar de 2022
L'incendi de Baldomar va ser un foc forestal que es va produir durant l'episodi de simultaneïtat d'incendis del juny de 2022 a Catalunya. Es va originar prop del nucli de Baldomar, al municipi d'Artesa de Segre i va cremar 2.683,31 hectàrees, de les quals 2.243,98 són dins l'Espai d'Interès Natural (EIN) de la Serra del Montsec, en especial els vessants sud i oriental de la Muntanya de Sant Mamet.
L'incendi va ser advertit als bombers el dimecres 15 de juny a les 13.11 h durant una onada de calor forta i primerenca en què les temperatures van arribar a 43 °C a Catalunya i amb valors a l'entorn dels 40 °C a la zona de l'incendi

## Context
Aquell mateix dia es van declarar diversos focs al Solsonès (en dos punts, a Castellar de la Ribera i a Lladurs) i a Corbera d'Ebre en un episodi de simultaneïtat d'incendis que va posar en situació d'alerta màxima al cos de bombers de la Generalitat de Catalunya pel perill extrem d'incendi amb un potencial de risc de fins a 100.000 hectàrees de massa forestal. Protecció Civil havia decretat el pla Infocat en fase d'emergència 1 i el cos de bombers havia activat el nivell de mobilització 2 (M2) que implica mobilitzar a tots els agents del cos de bombers per fer front a la situació de focs simultanis
A banda dels incendis del Solsonès i de Corbera d'Ebre, durant aquells dies els bombers també van haver de fer front a diversos focs com el de Peramola (Alt Urgell), Sallent (Bages) i fins i tot al Pedraforca (Saldes, Berguedà). La majoria dels incendis del Prepirineu van ser causats per una tempesta seca en què la caiguda de llamps originaven focus de focs latents que podien quedar somorts durant més d'un dia i es podien revivar amb la calor del migdia i la sequedat del terreny

En aquest context, el conseller d’Interior de la Generalitat, Joan Ignasi Elena i Garcia advertí que estaven davant “d’una de les campanyes forestals més difícils i llargues dels darrers anys”, que havia començat molt abans del que acostuma a ser normal per la sequera acumulada durant la primera meitat del 2022 i per les temperatures rècord en els mesos de maig i juny (el mes de maig més càlid registrat mai a Catalunya i el juny més càlid des de 2003)

## Desenvolupament
Els esforços dels bombers van prioritzar el control dels incendis del Solsonès que tenien un potencial de cremar fins a 50.000 hectàrees, tot i que, finalment, el focus que més preocupava pel seu potencial a Guixers va cremar només una cinquantena d'hectàrees
L'estratègia dels bombers en el cas de l'incendi de Baldomar va centrar-se en evitar l'avenç de les flames cap a la resta del Montsec, que amenaçava amb cremar fins a 20.000 hectàrees i perimetrar-lo en la Muntanya de Sant Mamet on el potencial màxim era de 5.000 hectàrees. Per a fer-ho, es van haver de fer contrafocs i llaurar camps sense segar per confinar el flanc dret del foc i evitar que saltés cap a Vilanova de Meià. En canvi, el flanc esquerre que pujava cap a Sant Mamet es va deixar cremar dins l'àrea perimetral d'un màxim de 5.000 hectàrees per la falta d'efectius aeris (que s'havien centrat en els altres focs actius) i per tractar-se d'una zona inaccessible pels recursos d’extinció terrestre. Aquest flanc no es va poder abordar amb prioritat fins 3 dies després de la ignició, quan els altres focs de Catalunya ja havien entrat en fase d'estabilització i control
En les tasques d'extinció de l'incendi de Baldomar i Artesa de Segre hi havia destinades 38 dotacions terrestres i 4 mitjans aeris. Entre tots els incendis de Catalunya hi havia 90 dotacions de bombers actives També es va demanar el reforç de la UME (Unitat Militar d'Emergències) al ministeri de l'Interior del govern espanyol, que va destinar-hi 320 efectius

## Balanç de l'onada d'incendis: 200 incendis en 4 dies
En tot l'episodi entre els dies 15 i 19 de juny, els Bombers de la Generalitat van atendre prop de 200 incendis, una mitjana de 50 cada dia, una situació que no es donava a Catalunya des dels anys 90.
En el recompte d'hectàrees cremades, els Agents Rurals van comptabilitzar un total de 56 incendis forestals i agrícoles que van afectar 3.862,32 hectàrees. Per extensió, el més destacat va ser l’incendi de Baldomar i Artesa de Segre (Noguera) que va afectar 2.683,31 hectàrees, seguit de l’incendi de Corbera d’Ebre (Terra Alta) que va afectar 397,39 hectàrees
Dels altres incendis d'aquest episodi, entre els causats per un llamp destaquen el foc de Castellar de la Ribera (Solsonès), que va afectar 329,54 hectàrees, seguit per l’incendi de la Vall de Boí (20,30 hectàrees) i un segon incendi a Castellar de la Ribera (17,15 hectàrees).
Pel que fa als focs per causes humanes, l’incendi de Peramola (Alt Urgell) va afectar 111,84 hectàrees i es va originar per l'avaria d'una maquinària agrícola, mentre que l’incendi de Sallent (Bages) va ser causat per una burilla i va afectar 21,40 hectàrees
El 18 de juny es declara un nou incendi forestal, en aquest cas intencionat, a Olivella (Garraf) que va afectar un total de 161,47 hectàrees, de les quals 10 formaven part del Parc del Garraf.
El 30 de juny es deté a ex-ADF i una menor per ser els presumptes autors d'aquest incendi. També se'ls acusa de provocar un altre foc el 21 de juny prop de la urbanització Can Pere de la Plana de Sant Pere de Ribes que va cremar 23,39 hectàrees
Uns dies abans els Mossos ja havien detingut un altre home a Navès, al Solsonès, acusat d'haver provocat fins a cinc focs al voltant d'una carretera del municipi en plena onada d'incendis

## Incendi del 29 de juny
Dues setmanes després de l'incendi de Baldomar, se'n va declarar un altre de molt proper el dimecres 29 de juny. En aquest cas, l'origen va ser a la carretera C-14 prop d'Artesa de Segre i va cremar 128 hectàrees. L'origen del foc va ser una burilla encesa al costat de la carretera C-14 i que va obligar a confinar el nucli de Força, al municipi de Ponts, del monestir i el santuari de Santa Maria de Refet.